# العلاقات النمساوية المالاوية
العلاقات النمساوية المالاوية هي العلاقات الثنائية التي تجمع بين النمسا ومالاوي.

## مقارنة بين البلدين
هذه مقارنة عامة ومرجعية للدولتين:
| وجه المقارنة                                              | النمسا                                                    | مالاوي                     |
| --------------------------------------------------------- | --------------------------------------------------------- | -------------------------- |
| المساحة (كم2)                                             | 83.86 ألف                                                 | 118.48 ألف                 |
| عدد السكان (نسمة)                                         | 8.81 مليون                                                | 18.62 مليون                |
| الكثافة السكانية (ن./كم²)                                 | 105.06                                                    | 157.16                     |
| العاصمة                                                   | فيينا                                                     | ليلونغوي، زومبا            |
| اللغة الرسمية                                             | اللغة الألمانية، لغة الإشارة النمساوية ‏                   | لغة إنجليزية، لغة الشيشيوا |
| العملة                                                    | يورو، شلن نمساوي، رايخ مارك، شلن نمساوي                   | كواشا ملاوية               |
| الناتج المحلي الإجمالي (بليون دولار)                      | 416.60 مليار                                              | 6.30 مليار                 |
| الناتج المحلي الإجمالي (تعادل القوة الشرائية) بليون دولار | 426.99 مليار                                              | 22.43 مليار                |
| الناتج المحلي الإجمالي الاسمي للفرد دولار أمريكي          | 43.77 ألف                                                 | 338                        |
| الناتج المحلي الإجمالي للفرد دولار أمريكي                 | 47.68 ألف                                                 | 1.20 ألف                   |
| مؤشر التنمية البشرية                                      | 0.885                                                     | 0.445                      |
| رمز المكالمات الدولي                                      | +43                                                       | +265                       |
| رمز الإنترنت                                              | .at                                                       | .mw                        |
| المنطقة الزمنية                                           | توقيت وسط أوروبا، ت ع م+01:00، ت ع م+02:00، أوروبا/فيينا ‏ | ت ع م+02:00                |

## منظمات دولية مشتركة
يشترك البلدان في عضوية مجموعة من المنظمات الدولية، منها:
| علم المنظمة | اسم المنظمة                               | تاريخ انضمام النمسا | تاريخ انضمام مالاوي |
| ----------- | ----------------------------------------- | ------------------- | ------------------- |
|             | مؤسسة التنمية الدولية                     | 28 يونيو 1961       | 19 يوليو 1965       |
|             | يونسكو                                    | 13 أغسطس 1948       | 27 أكتوبر 1964      |
|             | وكالة ضمان الاستثمار متعدد الأطراف        | 16 ديسمبر 1997      | 12 أبريل 1988       |
|             | الأمم المتحدة                             | 14 ديسمبر 1955      | 1 ديسمبر 1964       |
|             | الاتحاد البريدي العالمي                   | ?                   | ?                   |
|             | البنك الدولي للإنشاء والتعمير             | 27 أغسطس 1948       | 19 يوليو 1965       |
|             | الاتحاد الدولي للاتصالات                  | 1866                | 19 فبراير 1965      |
|             | منظمة حظر الأسلحة الكيميائية              | ?                   | ?                   |
|             | مؤسسة التمويل الدولية                     | 28 سبتمبر 1956      | 19 يوليو 1965       |
|             | المركز الدولي لتسوية المنازعات الاستشارية | 24 يونيو 1971       | 14 أكتوبر 1966      |
|             | منظمة التجارة العالمية                    | ?                   | ?                   |
|             | منظمة الشرطة الجنائية الدولية             | ?                   | ?                   |
|             | البنك الإفريقي للتنمية                    | ?                   | ?                   |

## وصلات خارجية
- موقع وزارة الخارجية النمساوية